# Szent Miklós-templom (Kövesdomb)
A Marosvásárhelyen található kövesdombi Szent Miklós-templom 1997-1999 között épült a hívek jelentős segítségével. Jakubinyi György érsek 1999. december 5-én szentelte fel Szent Miklós tiszteletére. Az egyházközséghez 2007-ben 1606 család tartozott, illetve 3046 személy. 